# シーフォード (イングランド)
シーフォード（Seaford）は、イングランド南東部イースト・サセックス州ルイスにあるタウン。
伝統的にサセックス方言では「シーフォード」と呼ばれるが、その他の地域では「シーファード」と発音されることが多い。

## 歴史
中世にはイングランド南部の主要な港を有していたが、堆積物の増加やフランスの海賊による度重なる襲撃の結果衰退していった。中世には沿岸部の42のタウン、ヴィレッジから構成される沿岸連合シンク・ポーツに加盟していた。1350年から200年の間に複数回フランス人によって町を燃やされている。16世紀には、シーフォードの人々は湾内で難破した船を略奪するようになり、海鳥のカワウやヨーロッパヒメウに例えられるようになった。中には崖の上に偽の灯台を設置してわざと船を座礁させたという伝説も残されている。
19世紀に入ると鉄道の敷設が行われ、ロンドンやルイスに速くアクセスできるようになった。これによってシーフォードは再び発展を始め、イーストボーンやブライトン、ロンドンへ通勤する人々が住むベッドタウンとなった。

## 地理
町はシーフォード岬の近く、ウース川河口とカックミア川河口のちょうど中間地点に位置する。広い三角江を有するウース川河口には当初干潟や塩性湿地が広がっていたが、堤防によって海水の流入が抑えられた結果淡水の湿地となった。町の北側にはサンス・ダウンズ丘陵が広がっており、東側には景勝地として有名なセブン・シスターズがある。
ウース川はかつて砂州によって隔てられた海岸線沿いに流れ、シーフォード近くで海に流れ込んでいた。しかし、16世紀にシーフォードを襲った嵐によって砂州が破壊され、現在のニューヘイブンで海に流れ込むようになった。もともとの流域にはラグーンが残されている。
シーフォードはかつて漂砂によって形成された美しい砂浜があった。しかし、20世紀に入ると巨大な防波堤が造られ、ニューヘイブン港は定期的に浚渫されるようになった。これらによって漂砂の供給が止まったシーフォードでは1980年代までに砂浜が消失し、海岸は小さくなってしまった。その結果一部のウォータースポーツ愛好家には人気が出たが、一般の観光客は来なくなってしまった。これらの影響を受け、1987年には砂浜再建工事が行われ、100万トンの砂が投入された。しかし同年10月に発生した嵐によって上部の砂の多くが流出し、国会で取り沙汰されることになった。その後も何度か砂の投入を行った結果、現在のシーフォードには砂礫で構成される浜が広がっている。

## 交通
鉄道
シーフォード支線
- シーフォード駅